# Laetitia Darche
Laetitia Darche (nacido el 22 de junio 1991, Uccle, Bélgica) es una de Mauricio titular de Miss Mauricio 2010 y representará a su país en el Miss Universo 2011 y Miss Mundo concursos.

## Primeros años
Nacido en Uccle al belga Michel y padre de Mauricio madre Jacqueline, Darche pasó sus primeros tres años de vida en la isla Mauricio. Su familia luego se trasladó a España durante diez años. Se traslada a Bélgica durante los próximos cinco años, donde se disfruta visitando a su abuela Raquel en Jodoigne.
Darche habla Francés, Belga Francés, Español, Inglés, Flamenco y Criollo Mauriciano.  Comenzó su carrera como modelo a los 16 años y participó en Elite Model Look de Mauricio de 2009, donde obtuvo el Premio Especial del Jurado y terminó segundo en la general.
Antes de competir en Miss Mauricio, Darche aplica una de la licenciatura en Sociología y la economía en la Universidad de la Sorbona y trabajó como modelo haciendo sesiones de fotos en Francia.

## Miss Mauricio 2010
Darche, que está 1,75 m (5 pies 9 pulgadas) de altura, compitió con 14 finalistas en su país en el concurso de belleza nacional, Miss Mauricio, que se celebró el 25 de septiembre de 2010 en Bel Ombre , donde se convirtió en el ganador de la título, ganando el derecho de representar a Mauricio en el Miss Universo 2011 y Miss Mundo 2011.

## Miss Universo 2011
Como el representante oficial de su país para el 2011 de Miss Universo certamen, transmitido en vivo desde São Paulo , Brasil el 12 de septiembre de 2011, Darche competirán para tener éxito actual Miss Universo titular, Ximena Navarrete de México.
- Datos: Q3825517